# Banco de Ámsterdam
El Banco de Ámsterdam (en neerlandés: Amsterdamche Wisselbank, lit. "Banco de cambio de Ámsterdam"), fundado en 1609 con la garantía de la ciudad, fue uno de las primeras entidades financieras de relevancia en la historia de la banca, que facilitó por primera vez operaciones que se consideran habituales en la banca moderna como el sistema de cheques o las transferencias entre cuentas.

## Historia
La historia de esta entidad se incardina en el denominado Siglo de Oro neerlandés, en el que la fundación de la Compañía Neerlandesa de las Indias Orientales y la constitución del Banco de Ámsterdam en 1609 dieron inicio a un periodo de auge del comercio, la economía y la cultura en los Países Bajos. El auge de este banco llevó a la ciudad holandesa a ser el principal centro financiero mundial durante el siglo  XVIII junto a Londres.